# Ashley Madekwe
Ashley Madekwe (Londres, Anglaterra, 6 de desembre de 1981) és una actriu anglonigeriana.

## Biografia
Va néixer a l'est de Londres, el seu pare és de Nigèria i la seva mare és suïssa. Va estudiar a la Royal Academy of Dramatic Art.
És coneguda per haver interpretat el paper de Bambi a la sèrie Diari íntim d'una call girl, de Marissa Delfina a la sèrie de televisió The Beautiful Life i de Ashley Davenport a la sèrie Revenge. Es va casar el 17 de juny de 2012 amb el seu company a la sèrie Diari íntim d'una call girl, Iddo Goldberg.

## Filmografia

### Cinema
- 2006: Venus: Una actriu del tribunal reial
- 2007: El somni de Cassandra: Lucy
- 2008: Nova York per a principiants de Robert B. Weide: Vicky
- 2011: The Victim: Tia

### Televisió
- 1999: The Bill: Janie Newton (Episodi: "Badlands")
- 2000: Storm Damage: Annalise
- 2000: Hope and Glory: Dawn (Episodi: "2.4")
- 2000: Down to Earth: Julie (Episodi: "O Best Beloved")
- 2001- 2002: Teachers: Bev
- 2006: Vital Signs: Tart (Episodi: "1.5")
- 2006: Doctors: Sophie Wells (Episodi: "A Mother's Love")
- 2006: Casualty: Jade Clark (Episodi: "Worlds Apart")
- 2006: Suspect Number 1: Tanya
- 2007: Drop Dead Gorgeous: Brogan Tully
- 2008: West 10 LDN: Elisha
- 2008: Trexx and Flipside: Ollie
- 2008: Les investigacions de l'inspector Wallander: Dolores Maria Santana (Episodi: "Sidetracked")
- 2008 - 2010: Diari íntim d'une call girl: Bambi
- 2009: Coming Up: Shanna (Episodi: "Raising Baby Rio")
- 2009: The Beautiful Life: Marissa Delfina
- 2010: Above Their Station: Kelly Eve
- 2011: Bedlam: Molly Lucas
- 2011 - 2013: Revenge: Ashley Davenport
- 2014 - 2017: Salem: Tituba